# Sinegorje
Sinegorje (ryska: Синегорье) är en ort i Magadan oblast i Ryssland. Orten ligger vid Kolymafloden. Folkmängden uppgår till cirka 2 500 invånare.

## Historia
Sinegorje är den nyaste orten i Kolymaområdet. Den grundlades mellan 1971 och 1981, när dammen och kraftverket vid Kolymafloden byggdes. Orten planlades för att kunna inrymma cirka 10 000 invånare, och vid folkräkningen 1989 hade Sinegorje 11 645 invånare. Efter att dammen och kraftverket färdigställts flyttade emellertid flertalet arbetare. Stora delar av orten ligger därför numera öde.